# Monumento a San Francisco de Asís (Oviedo)

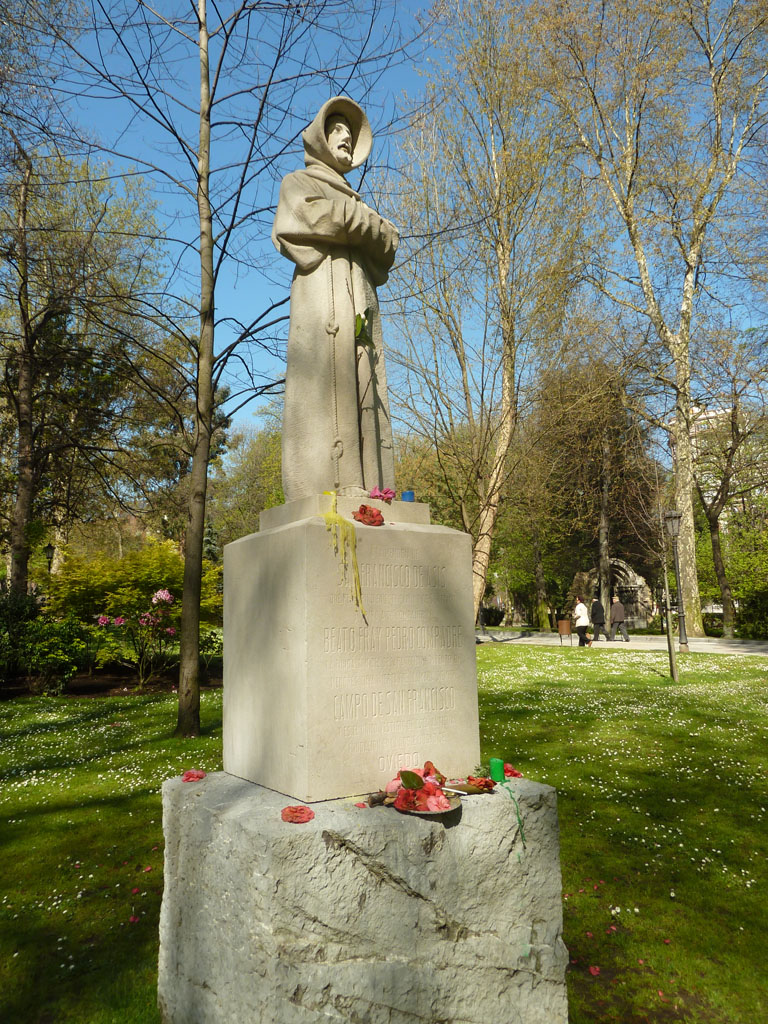
Monumento a San Francisco de Asís.

El monumento a San Francisco de Asís, ubicado en el Campo de San Francisco, en la ciudad de Oviedo, Principado de Asturias, España, es una de las más de un centenar de esculturas urbanas que adornan las calles de la mencionada ciudad española.
El paisaje urbano de esta ciudad se ve adornado por obras escultóricas, generalmente monumentos conmemorativos dedicados a personajes de especial relevancia en un primer momento, y más puramente artísticas desde finales del siglo XX.
La escultura, hecha en piedra, es obra de Enrique del Fresno Guisasola, y está datada en 1949. Realmente es una reproducción de la famosa estatua de Pedro de Mena, que puede localizarse en la Catedral de Toledo.
Según cuenta una leyenda, San Francisco de Asís pasó por Oviedo en el siglo XIII siendo peregrino del Camino de Santiago. La obra nos presenta el santo descalzo, con sobria vestimenta y ocultando sus manos bajo las mangas. Presenta un pedestal con una inscripción: «A la memoria de San Francisco de Asís —que peregrinó en ésta, camino de Santiago—, inspiró a su compañero el beato fray Pedro Compadre la fundación del desaparecido convento de menores, cuya huerta fue llamada siempre Campo San Francisco, y es el único vestigio de esta antigua fundación de la noble ciudad de Oviedo, IV-X-MCMXLIX».